# ACCA13区監察課
『ACCA13区監察課』（アッカじゅうさんくかんさつか）は、オノ・ナツメによる日本の漫画作品。『月刊ビッグガンガン』（スクウェア・エニックス）にて、2013年vol.7（2013年6月25日発売）から2016年Vol.11（2016年10月25日発売）まで連載した後、同誌にて2017年Vol.1から同年Vol.11まで番外編『ACCA13区監察課 P.S.』（アッカじゅうさんくかんさつか ピーエス）が連載された。単行本は本編が全6巻、番外編が全2巻。

## あらすじ
かつて、12の地区による一斉クーデターが起こり、各地区ごとによる自治が認められた経緯があるドーワー王国は、現在13の自治区から構成されている。クーデター後、警察、消防、医療機関などを傘下に置く国家行政機関・ACCA（アッカ）が設立され、その監察課は各自治区のACCA支部の業務が適正に遂行されているかを監視していた。
"もらいタバコのジーン"の異名を持つ監察課の副課長ジーン・オータスが、いつものように首都・バードン市のACCA本部に出勤すると、ACCA5長官会議で「監察課の廃止」が決定していた。突然の決定に困惑する本部局員たちを後にして、視察へ出発したジーンは、ACCA支部の巡査による不正と、ACCA本部監察課員の隠蔽を見抜き摘発する。監察課の不祥事で組織解体に拍車がかかると思われたが、不正を見抜いたのも監察課であるため、その重要性が再認識され監察課の存続が決まった。
監察課廃止を強く主張してきたグロッシュラー長官は、この件でなぜか存続派に転じる。グロッシュラーはジーンにとある疑いを抱き、内務調査課に密かにジーンの調査を命じる。調査を行うのは、内務調査課の覆面局員「クロウ」こと、学生時代からのジーンの親友ニーノであった。

## 登場人物
声はアニメ版の声優、演は舞台版の俳優。

### 主要人物
ジーン・オータス
声 - 下野紘 / 演 - 荒木宏文
ACCA監察課副課長。乗り物が苦手な課長に代わって、13区すべての支部の監察を短時間でこなすよう命じられるが、苦も無く淡々と業務をこなしている。番外編2巻にて監察課課長に就任。
タバコには高額課税が課されており、安月給のACCA局員が簡単に入手できるものではないが、人からたばこを贈られることが多く、「もらいタバコのジーン」というあだ名がつけられている。バードン中心街のセレブマンションの管理人をしており、最上階の管理人室に妹と住んでいる。同マンションに住んでいる企業社長らからカタログを預かり、視察の際、各区に置いてきてマージンを副収入として得ている。自覚はないが、秘密主義っぽいところがあるとよく言われ、学生時代から孤立していることが多かった。そんなときに声をかけてきたニーノが数少ない友人である。
13年前に起きたペシ−ロックス間の列車事故で両親を亡くしている。その際のグロッシュラーの行動に矜持を感じACCA局員を志す。グロッシュラーと同じ志を持って本部長の座に就いたモーヴに組織人としても女性としても惹かれていたが、二人でクーデターへの対策を話し合うさなか、二人がともに信頼するグロッシュラーの話に及び「自分が失恋しているのはわかっている」と彼女の背を押した。
ロッタ・オータス
声 - 悠木碧
ジーンの妹。学生。兄や兄の友人であるニーノとは仲が良い。スイーツが好きで、学校の帰りなどにスイーツの店に立ち寄っていることが多い。
マンションの管理業務のほとんどをこなす。自身に危険が迫ったときも逃亡の際に携行するお菓子やお茶の準備を始めたり、侵入者に窓が壊されることを心配をしたりする天真爛漫な性格。
幼いころはニーノに憧れており、告白もしたが、真剣な顔で断られ、彼には何か理由があると察して身を引いた。
ニーノ
声 - 津田健次郎、芽衣（幼少時代） / 演 - 丘山晴己
ジーンの高校時代からの友人。元探偵のフリー記者。チョコレートが好き。正体はACCA内務調査課の覆面局員「クロウ」。グロッシュラーの指令によりジーンを監視する。
実は父親（声 - 興津和幸）がアーベントの部下であり、グロッシュラーの指令を受ける前から、父親と共にオータス一家を見守っていた。そのため、グロッシュラー以外の人物にもジーンに関する報告をおこなっている。また、ジーンに危険が迫ったときはそれとなく助けている。
ジーンが高校に入学したとき、既に成人していたにもかかわらず、父親の命令で高校生に変装してジーンと同じ高校に編入した。そのため、表向きはジーンと同年代だが、実際はジーンより10歳も年上である。
ACCAによるクーデター未遂事件の後、オータス兄妹の存在が王家に公認され、国王が兄妹と会うことが自由となったため、国王への報告義務が消滅。これに伴い、アーベントより任務からの解放を告げられて、内務調査課を辞職しカメラマンに転職した。

### ACCA監察課
ジーン・オータス
監察課副課長。#主要人物を参照。
オウル
声 - 上田燿司 / 演 - 川本成
監察課課長。
乗り物酔いがひどいため、地方への視察は全てジーンに任せている。そのことを気にしており、ジーンやロッタには常々謝罪している。彼の正体はジーンとロッタの母親であるドーワー王家第二王女シュネーの側近だったアーベントで、ジーンとロッタが管理人をしているマンションのオーナーでもある。
ノット
声 - 前野智昭
監察課員。
3歳、5歳、7歳の3人の子供がいる。妻が出ていってしまったが、局員らは出ていった理由が解せないほど家庭的な人柄。ACCAによるクーデター未遂事件の後、妻とよりを戻した。
アトリ、モズ、ケリ
声 - 佐藤恵、芽衣、笹本菜津枝
局員。
10時と3時のおやつの時間が大好き。ジーンが他区に監察に行く際にはお土産を期待している。

### ACCA5長官
スペード
声 - 大川透 / 演 - 平川和宏
ヤッカラ区出身。5長官の中では唯一先代から留任している最古参。そして5長官としては数少ないACCA支部長を経験していない人物。
元刑事で、就任を求めるヤッカラ区長・バカラ（当時はACCAヤッカラ支部長）との賭けに負けて5長官となった。5長官制度廃止後、一市民となり、政治の世界から身を引いた。
パスティス
声 - 緑川光 / 演 - 鷲尾昇
スイツ区出身。伯爵位を持つ貴族で、伯爵位を持ちながらACCAに所属しているのは彼が唯一。
伯爵位を持っていることでスイツ区支部では煙たがられており、彼を5長官としてバードンに飛ばすための実績づくりに、ごく短期間だけスイツ支部長の座に就いていた。支部長として勤め上げる気でいた彼はそれを恥辱と捉え、長官職から退いた後は「代償として区長の座を奪う」と誓っている。
5長官制度廃止後、スイツ区区長となり、中央議会議員代表を住民による直接選挙で選ぶことを決定した。なお、5長官制度廃止が決定したACCA100周年式典後、即座に区長の座を奪うべく行動を開始してパインとスペードを唖然とさせた。
乗り物酔いがひどく飛行機が大の苦手。
グロッシュラー
声 - 諏訪部順一 / 演 - 鈴木省吾
ロックス区出身で元ロックス区支部長。監察課廃止推進派だったが、延命派に転じた。ジーンがクーデター計画に加担していると主張し、ニーノに監視を命じる。
冷たい印象があるが、その実、誠実すぎるほど誠実な人柄で、ジーンやモーヴなど、その人柄に触れた局員たちに慕われている。
その人柄をリーリウムに付け込まれ、ドーワー王家に対するACCAのクーデターの首謀者とされており、それがリーリウムの独善的な野望に拠ると気づいたときにはすでに引き返せないところまで来てしまっていた。
ACCAによるクーデター未遂事件の後、5長官制度の廃止を申し出て、他の長官たちに了承される。当初は長官の存在自体を廃止するつもりだったが、モーヴの要請で、ただ一人の長官としてACCAに留まる。ただし、ACCAの最高責任者は本部長に変更され、長官は本部長の相談役という名誉職となった。
支部長時代に隣のペシ区との境で起きた列車事故の際は、両区が責任の押し付け合いをするなか「ロックス区が全責任を負い、国鉄をACCAに編入すること」を当時の区長に説き、実現させた。
グレゴリー・パイン
声 - 安元洋貴 / 演 - 伊藤明賢
ジュモーク区出身。5長官の中では他より頭２つは大きい長身だが、ジュモーク出身者としては特に大きい方ではない。喫煙者。既婚者だが配偶者には先立たれている。コロレー区の美大に通う娘がいる。
前ジュモーク区支部長。ムードメーカーの素質があり、自然に人の輪の中心になっている。異例の点の多い現5長官の中にあって、「普通」を期待されて選任された、と考えている。
最初期にオウルから己の正体とこれから起こるであろうクーデター騒動の全容を打ち明けられており、ACCA中枢の中では彼だけが最初からすべての事情を知っていた。もともとリーリウムを警戒していたため、暴発を避けるための措置であった。
5長官制度廃止後、ジュモーク区区長となり、特産物の販路拡大に尽力する。
リーリウム
声 - 遊佐浩二 / 演 - 今村ねずみ
フラワウ区出身。監察課廃止反対派。ジーンはクーデターとは無関係だと主張し、グロッシュラーと対立する。
柔和な笑顔を浮かべ人当たりが良さそうに見えるが、実際には笑顔と話術で他人を意のままに操ろうとする野心家。
ACCAにクーデターを起こさせ、フラワウ区を中心とする新体制を構築しようと画策したが、ジーンとモーヴに計画が露見し、失敗する。その後、他の長官やモーヴにフラワウの分離独立を告げて、帰郷した。
兄弟がおり、兄（声 - 井上和彦）はフラワウ区長、弟（声 - 佐藤拓也）はACCA支部長。

### 本部局員
モーヴ
声 - 田中敦子 / 演 - 蓮城まこと
ACCA本部長。女性。コロレー区出身で元コロレー支部長。グロッシュラーを尊敬している。
クーデターの噂について疑問を持ち、ジーンに調査を命じるが、ジーンが持ってくる情報量が少なかったために見切りをつけ、直属の部下を使って独自に調査をおこなう。その結果、ジーンに関する重大な秘密を知る。
リーリウム家の陰謀を突き止め、ジーンとの入念な打ち合わせにより、クーデターを阻止する。一方で、シュヴァーンにACCAの存続を約束させることにも成功する。その後、5長官制度の廃止により、ACCAの最高責任者となる。
ジーンに背を押され、自らの慰留で長官職にとどめたグロッシュラーに、局員間で噂になるほどの急接近をしている。
ポチャード
声 - 後藤ヒロキ
ACCA副部長。小太りの男性。5長官や本部長が重要な業務をこなすので、特に仕事はなく、食堂の食事などACCAの福利厚生を満喫している。ACCA幹部たちがシュヴァーンを酷評する中、唯一彼を評価するセリフを述べている。
元バードン支部警察局長。オウルと同期でACCAに入ったが本部に受からずバードン支部に入った。オウルの口ひげはドーワー地区特有の童顔を隠すために彼の口ひげを真似たもの。
分を知り、多くを求めず、口を開けば息をするように人を褒める、図抜けて有能というわけではないが、極めて善良な人物。

### ACCA支部
エイダー
声 - 洲崎綾
ACCA監察課ファーマス支部駐在員リーダー。
ジーンの視察中に部下の不祥事が発覚し、落ち込む。ジーンの言葉に励まされ、監察課の廃止後は本部でジーンの下で働きたいと願うが、監察課の存続が決定し叶うことはなかった。ジーンに惹かれていたが、ジーン不在時に相談に乗ってくれたバードン支部駐在員リーダーのグルス（声 - 羽多野渉）と恋仲になり、結婚。それに合わせてACCAも退職する。しかし、結婚直後に夫がペシ支部に転属となり、自分もペシ区に引っ越すべきか悩んでいたが、気を使ったオウルによってグルスはすぐにバードンのデータ管理課に異動になり、単身赴任状態は解消されている。
レイル
声 - 八代拓
バードン支部新米巡査。
ACCA本部の入局試験に失敗し、やむなくランクを下げてバードン支部に入局する。セレブマンションに住みながらACCA本部局員をつとめるジーンを、金とコネでACCA本部に入局したと勘違いし、敵視していた。ジーンから彼自身は単なるセレブマンションの管理人に過ぎないと告げられるが、それでもジーンのことは快く思っていない。ロッタに一目惚れし、彼女がよく立ち寄る場所に姿を現し、彼女と仲良くなる機会をうかがっている。
裏社会とつながりを持ち、自身の検挙数向上に利用している。また押収品の着服・転売にも手を染めている。監察課ではレイルの行状はばれており、ジーンからそのことを指摘されたほか、ある事件をきっかけにロッタと仲良くなった後、アトリたちから更生するよう注意されている。更にクーデター未遂事件後、バードン支部のリーダーとなったファルコから、退職勧告目前と警告されている。喫煙者。
レイモンド・マホガニー
ACCAジュモーク支部長。
コルリ
声 - 林大地
ジュモーク支部駐在員リーダー。
登場時点では、ジュモークの食事のため大幅に肥えていたが、クーデター未遂事件後の人事異動でプラネッタ区に配置換えになり、大幅に減量している。
カナリーとは同じ団地で育った幼馴染同士で、ともに監察課きっての知性派。
ウォーブラー
声 - 日野聡 / 演 - 伊阪達也
スイツ支部駐在員リーダー。
スイツは特殊な地域のため、適任者がなかなかおらず、既に4年（2期）スイツに駐在している。前ドーワー支部駐在員リーダー。ドーワー駐在時代は、あまり笑わない上、髭面も区民から好まれなかった。他の局員から能力は高く評価されており、ジーンも「自分が監察課から異動したら、後を任せられる」と評価している。
スイツ区に赴任して、区の現状に疑問を覚え、反体制派と内通する。そのことをジーンに知られた後、「ACCAを辞めてでも、スイツに残る」と覚悟を表明するが、ジーンのはからいで反体制派との内通の情報はもみ消され、スイツ支部に残留することとなった。
ACCA百周年の式典のため本部に戻った際、クーデターの噂に浮足立つ課員のなかただ一人強硬に反対したことから、改めてジーンから「やはり僕のあとは君しかいない」と評価されている。
数年後、スイツ区の女性と結婚し、ACCAを退局する。
ビスキュイ
声 - 古川慎 / 演 - 鳶野恭平
スイツ支部局員。スイツ区の反体制派のリーダーの1人で閉鎖的な区の体制を変革するべく秘密裏に活動していたが、突発的に暴動が発生し、準備が整わないうちに暴動に参加せざるを得なくなる。暴動は鎮圧され逮捕されるが、ジーンとスイツ区支部長との交渉の結果、釈放される。しかし、ACCAから解雇された。
パスティスが区長となった後、中央議会議員代表の候補に推され、その後スイツ区初の直接選挙によって見事選出されている。
ロクステッラ
声 - 佐武宇綺 / 演 - 前田隆太朗
プラネッタ支部駐在員リーダー。クーデターに無関心な区長に対し、「万が一地下資源が発見されて区が豊かになった場合、ACCAがなければ秩序が保てず、戦争になる」と説き、区長をクーデター賛成派にした。
カナリー
声 - 関口量治
フラワウ支部駐在員リーダー。もともと赴任先の気風に染まらないマイペースな性格で機転が利く人物だったが、フラワウ駐在時代はリーリウム家による度重なる無能化工作の末に自信を喪失して、誰かの指示がないと動けない人物に変貌した。フラワウの独立後はヤッカラ支部に転属となったが、そこではもとの性格に戻っている。フラワウ駐在時代のカナリーの変貌はACCA局員がフラワウの恐ろしさを再認識するきっかけとなった。

### 王族と関係者
ファルケ2世
声 - 中尾隆聖
ドーワー王国第3代国王。99歳。子は全て王女。甘いお菓子が大好き。
シュヴァーン
声 - 宮野真守 / 演 - 山﨑晶吾
ファルケ2世の末の王女が産んだ王子。唯一、王位継承権を持つ。
即位した暁には、ACCAを解体させ、議会を永久閉会し、王室主導の枢機院の復権を目論む。
王位継承者として甘やかされた育てられたため、傲慢で視野が狭く、人望がない。その点をマギーに心配されていた。ACCA局員からは馬鹿王子と見られており、蛇蝎の如く嫌われている。
実際には、ロッタをひと目見てシュネー王女の血縁と見抜き、ジーンの存在を知るや政敵である第一王女と潰し合わせようとするなど、周囲の印象以上に狡猾に立ち回ることのできる人物。ただ、自分以外を過小評価する悪癖がある。
ACCAによるクーデター未遂事件の際、ACCAが彼を王位継承者として認める代わりに、群衆の前でACCAの存続を約束させられた。その後は自分のいとこと認めていなかったロッタを城に招き、国王と会わせるなど、かたくなな性格が多少丸くなったところが見られる。
マギー
声 - 上村祐翔 / 演 - 北川尚弥
ドーワー王国王家付きの近衛兵。王子の命令でロッタの動向を見守る。
ロッタの身辺調査の際にバードンに赴いた際、トースト（食パン）に夢中になる。そのとき、ロッタに近づこうと機会をうかがっていたレイルと知り合い、彼に食パン専門店を紹介される。それ以降、レイルを食パン仲間と呼んで一方的に慕い、ロッタに関する情報を交換するようになる。
クヴァルム
声 - 石塚運昇
ドーワー王国枢機院長。シュヴァーン王子の不人気を利用してリーリウム家が陰謀を画策しているのに気が付き、陰謀を取り除いたうえで、シュヴァーンの王位継承を確実にし、なおかつシュヴァーンが暴走しないようにシナリオを描き、裏でシナリオ通りにことが進むよう画策した。
オータス兄妹の存在が王家によって公認される前は、国王がそれとなく2人に会って話が出来るように取り計らっていた。
モーント
声 - 家中宏
ドーワー家近衛隊隊長。
シュネー
声 - 悠木碧
33年前に亡くなったとされる第二王女。雪のように美しかったと伝えられる。ジーンとロッタの母親。
先進的な思想の持ち主で、王家に留まるよりも自由の身になった方が彼女自身のためになると考えた父王が一計を案じ、死を偽装して庶民となった。庶民となった後は庶民の青年と恋に落ち結婚、その後ジーンとロッタを産む。13年前の列車事故で亡くなったため、現在は故人。
アーベント
声 - 上田燿司
第二王女に仕え、美しい白髪を王女に気に入られ、最期まで王女に身を捧げた、近衛隊の伝説となっている兵。
シュネーが一般社会に降りた後も陰ながら見守り、国王に定期的に報告を送っていた。今はバードンでオウルと名乗り、監察課課長としてジーンとロッタを見守っている。
第一王女
声 - 津田匠子
ドーワー家の王女。名前は不詳。自分の娘が身ごもっている子どもを王位につけるべく、オータス兄妹の暗殺を謀った。ACCAによるクーデター未遂事件以後は、オータス兄妹と和解し、ロッタにシュネーの思い出を聞かせた。

### その他
ブール
声 - 浜添伸也
中央議会スイツ区代表。閉ざされたスイツを変えるために平民の身から政治家になり、男爵の位を手に入れた。平民の期待の星だったが、次第にスイツ区の改革のことを忘れ、バードンでの生活を楽しむようになり、家族もバードンに呼び寄せた。その変貌ぶりはパスティスに「『国を区に変える』と云ってね 変わったのは己だけ…」と皮肉られるほどであった。
パスティスが中央議会議員代表を住民の直接選挙で選ぶことを決定した後、候補者の1人としてポスターが貼られている。
へリング
声 - 内田夕夜
ペシ区区長。13年前の列車事故の際に、前区長が責任を認めなかったのは、第2王女の事故があったためにこれ以上の区のイメージを低下を避けるためであった、とジーンに侘びた。
アルテア
声 - 梅津秀行
プラネッタ区区長。ジーンにタバコを一本所望し、それを返すことでクーデター参加の意思を示した。その後、ジーンにフラワウ区が現体制に不満を持っていることを伝える。

## 用語

### ACCA
ACCA（アッカ）
中央議会から切り離された独立行政法人。警察局、消防局、医療局、交通局などを下に置き、本部が各区のACCAをまとめる。13区で制服も異なる。ACCAが結成された年に絶滅した平和のシンボルの鳥「アッカ」に因んで名付けられた。
監察課
ACCA創設当初、各自治区に運用を任せる不安から、各自治区のACCA支部の日々の業務を監視するために監察課が生まれた。
各13区に起こった全事件のデータをまとめ、専用回線を使って本部に送信し管理する。各区の支部に10人の本部局員を駐在させ、地元局員との癒着による不正を防ぐために、2年で担当地区を交替させる。本部局員の駐在は、かつては地方に威圧を与える目的があったが、近年は馴れ合いになってきている。

### 国のかたち
ドーワー王国
13の自治区から成り立ち、地方自治制を敷く。首都はバードン。作中における当代の国王は御年99。国土は、右（東）を向いた鳥のような形をしている。
現国王が生まれるより100年前、13の国に分かれていたのを平定しまとめたのが、現国王の曽祖父。先代国王（現国王の父）の時代、12の区が結束しクーデターが起こったが、平和な解決を望んだ国王が各地の代表と話し合いを重ね、12の地区に自治を認めたほか、いくつかの条件付きでクーデターは阻止された。その際、首都の移動、中央議会の制定、政治とは独立した民間の組織の結成が決定し、ACCAが誕生した。

### 各区概要
バードン (Bãdon)
首都。王国の東端、くちばしの先に咥えられた実の部分に当たる。
バードン支部は本部より給料が高い。これはACCA七不思議とされている。支部のビルと本部のビルは隣り合っている。
ファーマス (Fãmasu)
王国の南西（鳥のお尻辺り）に位置する区。
国の農産業の9割を担う。物価が安く暮らしやすい。犯罪発生率は13区の中で一番低い。
ジュモーク (Jumõku)
国の東南に位置する（鳥の胸の辺り）。海に接しており、2つの半島を持つ。
住民の平均身長が2メートル15センチであることをネタに、町おこし的に農産物の改良による巨大化が始まり、食べ物のサイズが他の区の2.5倍あり、料理も一品一品がメガサイズであるため、食べすぎてしまうことがACCA局員の目下の悩みとなっている。
スイツ (Suitsu)
国の北に位置し、コロレー、ドーワー、ジュモーク、プラネッタ、ロックスと接する。
貴族と平民の格差が激しい。他区との交流は厳しく制限されており、ACCA本部局員ですら支部本庁の限られたエリアでしか通信が出来ない。ACCA本部局員をはじめとする区外の人間が住民と接触することも厳しく制限されている。文明の発達も意図的に抑えられており、区民は携帯電話の所持が禁止されており、移動も馬車が使われる（他区では自動車が使われている）。そのため、スイツでは平民の不平が溜まっており、何度もクーデター未遂が起こっているが、ACCAスイツ支部は区庁の上級貴族の言いなりになっており、区にとって都合の悪いことをACCAが揉み消している。
ビッラ (Birra)
国の東北に位置し、海に注ぐ湖を有する。湖部分は鳥の目に、区の西端は鶏冠状に当たる。
13区の中で一番寒い。気候が厳しく、小麦が育たないため、主食はじゃがいもとライ麦パン。大麦を生産し、ビール工場もあるが、そのほとんどは輸出用。ファーマスのように豊かではないが、自給自足で補える程度の生産力はある。
ロックス (Rokkusu)
国の北に位置する。鳥の腰に当たる。
男性はサラサラの長髪。13年前、隣のペシ区境で列車事故が起きた際、発車駅側のペシ区は責任を負おうとせず、ペシ区との争いを避けるためにロックス区が全責任を負った。当時、支部長だったグロッシュラーの尽力により、国鉄はACCAの傘下に加わり、運営がACCAによって行われるようになった。
ACCAの制服は民族衣装をそのまま取り入れた、装飾の多いデザインとなっている。
ハレ (Hare)
フラワウの南に浮かぶ、国の南端の島。
王国一の長寿の区で、高齢者も半袖・短パンで元気に働いている。温暖な気候で、陽気で明るい区民性が特徴。
ドーワー (Dõwã)
コロレー、スイツ、ジュモークに囲まれた内陸部。
王族が居住する区。区民はきれい好きで、美しいものが好き。スイツ同様、街並みは古いが、観光地化されているため、スイツよりも近代化が進んでいる。
コロレー (Kororë)
ビッラの南に位置し、鳥の首とくちばしに当たる。
女性の地位が高く、スタイリッシュで優秀な働く女性が多く、ACCAの幹部も女性が多い。ACCAの制服は、一人一人の体のラインに合うように作られているらしい。
プラネッタ (Pranetta)
国のほぼ中央に位置する。
気候が厳しく、貧しい。財政難のため、ACCA支部の制服はなく、私服のシャツにACCAマークのワッペンを縫い付けて、制服の代わりとする。住民は地下資源が発見されることに期待を寄せている。
ヤッカラ (Yakkara)
プラネッタの中にある二重内陸区。
カジノが盛んな区。一攫千金を狙った者たちが集まる。住民にはちょっとしたことも賭けで決める習慣がある。
ペシ (Peshi)
国の西北に位置し、多くの離島を有する。鳥の尾に当たる。ロックスとファーマスと接している。
魚がよくとれるため、暇を見つけては釣りを楽しむACCA支部局員が多い。
フラワウ (Furawau)
国の南に位置し、鳥の腹に当たる。北にプラネッタ、西にファーマス、東にジュモーク。
資源が豊富で、財政は豊か。街には花の香りがただよう。
どんなに優秀なACCA本部局員もこの区に赴任すると、自信を喪失し、誰かの指示なしには動けない人間になってしまう。そのため、ジーンに「怖い」と評された。

## 書誌情報
- オノ・ナツメ『ACCA13区監察課』 スクウェア・エニックス〈ビッグガンガンコミックススーパー〉、全6巻
  1. 2013年11月25日発売[7]、ISBN 978-4-7575-4149-8
  2. 2014年07月25日発売[8]、ISBN 978-4-7575-4370-6
  3. 2015年01月24日発売[9]、ISBN 978-4-7575-4544-1
  4. 2015年09月25日発売[10]、ISBN 978-4-7575-4745-2
  5. 2016年05月25日発売[11]、ISBN 978-4-7575-4994-4
  6. 2016年12月24日発売[12]、ISBN 978-4-7575-5201-2
- オノ・ナツメ『ACCA13区監察課 P.S.』 スクウェア・エニックス〈ビッグガンガンコミックス〉、全2巻
  1. 2017年5月25日発売[13]、ISBN 978-4-7575-5362-0
  2. 2017年12月25日発売[14]、ISBN 978-4-7575-5568-6
- オノ・ナツメ『ACCA13区監察課 外伝 ポーラとミシェル』 スクウェア・エニックス〈ビッグガンガンコミックス〉、2017年12月25日発売[15]、ISBN 978-4-7575-5574-7

## アニメ
2016年5月23日にテレビアニメ化が発表され、2017年1月から3月まで放送された。
2019年には、朗読音楽劇と共に展開されるOVA『ACCA13区監察課 Regards』の製作が発表された。2020年2月14日より全国13館の劇場にて1週間限定の上映会が開催され、同年3月27日にOVA本編と朗読音楽劇を収録したBlu-rayおよびDVDが発売された。

### スタッフ
- 原作 - オノ・ナツメ
- 監督 - 夏目真悟
- シリーズ構成・脚本 - 鈴木智尋
- キャラクターデザイン - 久貝典史
- 衣装設定 - 榎戸駿
- 小物設定 - 五十嵐海
- 美術監督 - 吉岡誠子
- 色彩設計 - 橋本賢
- 撮影監督 - 伏原あかね
- 3D監督 - 籔田修平
- 編集 - 木村佳史子
- 音響監督 - はたしょう二
- 音楽 - 高橋諒
- 音楽制作 - ランティス
- 音楽プロデューサー - 佐藤純之介
- プロデューサー - 世羅田あゆみ、遠藤里紗、川島麻衣、渡辺希和、大和田智之、田口亜有理、雪田雅人、関翔男、角谷はる佳、林俊安
- アニメーションプロデューサー - 福士裕一郎
- アニメーション制作 - マッドハウス
- 製作 - ACCA製作委員会（バンダイビジュアル、NAS、ランティス、スクウェア・エニックス、BS11、マッドハウス、ソニーPCL、バンプレスト、コンテンツシード、メディコス・エンタテインメント）

### 主題歌
作曲・編曲は高橋諒。
オープニングテーマ「Shadow and Truth」（第1話 - 第11話）
作詞 - Konnie Aoki / 歌 - ONE III NOTES
エンディングテーマ
「ペールムーンがゆれてる」（第1話 - 第11話）
作詞・歌 - 結城アイラ
「Our Place」（第12話）
作詞 - Konnie Aoki / 歌 - ONE III NOTES

劇中歌「It's my life」（第8話）
作詞・歌 - 結城アイラ

### 各話リスト
サブタイトルならびに話数は、公式サイトならびに次回予告に表示されるのみで、本編中にはテロップ表示されない。
| 話数   | サブタイトル               | 絵コンテ | 演出       | 作画監督           | 総作画監督 |
| ------ | -------------------------- | -------- | ---------- | ------------------ | ---------- |
| 第1話  | もらいタバコのジーン       | 夏目真悟 | 夏目真悟   | 久貝典史           | -          |
| 第2話  | 悪友（とも）の名はニーノ   | 若林信   | 若林信     | Lee Min bae        | 小田剛生   |
| 第3話  | 城にただよう噂の煙         | 八田洋介 | 八田洋介   | 長坂慶太           | 吉田奏子   |
| 第4話  | 閉ざされた『国』のくすぶり | 川尻善昭 | 武藤信宏   | 光岡美来           | 小田剛生   |
| 第5話  | 視線の先、重なる足跡       | 川尻善昭 | 葛谷直行   | 原田峰文           | 吉田奏子   |
| 第6話  | 線路と誇りの向かう先       | 川尻善昭 | 吉川志我津 | 熊田明子           | 小田剛生   |
| 第7話  | 夜霧にうかぶ真実           | 八田洋介 | 八田洋介   | 榎戸駿、長坂慶太   | 吉田奏子   |
| 第8話  | 翼を広げた王女と友のつとめ | 小嶋慶祐 | 小嶋慶祐   | 小嶋慶祐           | -          |
| 第9話  | 牙を剥く優美な黒蛇         | 若林信   | 重原克也   | Lee Min bae        | 小田剛生   |
| 第10話 | 空のない街に降る星         | 夏目真悟 | 葛谷直行   | 原田峰文           | 吉田奏子   |
| 第11話 | フラワウの花は悪意の香り   | 八田洋介 | 八田洋介   | 長坂慶太           | -          |
| 第12話 | 鳥の行方                   | 夏目真悟 | 夏目真悟   | 久貝典史、小田剛生 | -          |

### 放送局
| 放送期間                | 放送時間                     | 放送局         | 対象地域       | 備考                                          |
| ----------------------- | ---------------------------- | -------------- | -------------- | --------------------------------------------- |
| 2017年1月10日 - 3月28日 | 火曜 23:00 - 23:30           | TOKYO MX       | 東京都         |                                               |
| 2017年1月11日 - 3月29日 | 水曜 0:00 - 0:30（火曜深夜） | サンテレビ     | 兵庫県         |                                               |
|                         | 水曜 0:30 - 1:00（火曜深夜） | KBS京都        | 京都府         |                                               |
|                         | 水曜 2:10 - 2:40（火曜深夜） | テレビせとうち | 岡山県・香川県 |                                               |
| 2017年1月12日 - 3月30日 | 木曜 0:30 - 1:00（水曜深夜） | BS11           | 日本全域       | 製作参加 / BS放送 / 『ANIME+』枠 / 再放送あり |
| 2017年1月30日 - 4月17日 | 月曜 21:30 - 22:00           | AT-X           | 日本全域       | CS放送 / リピート放送あり                     |

| 配信期間                | 配信時間           | 配信サイト |
| ----------------------- | ------------------ | --- |
| 2017年1月12日 - 3月30日 | 木曜 12:00 更新    | アニメ放題 バンダイチャンネル auビデオパス GYAO!ストア プレミアムGYAO! U-NEXT Amazonビデオ J:COMオンデマンド ひかりTV ビデオマーケット bonobo RakutenShowtime |
| 2017年1月14日 - 4月1日  | 土曜 23:30 - 23:57 | AbemaTV 新作アニメch |
| 2017年1月19日 - 4月6日  | 木曜 12:00 更新    | dTV Hulu （第1話・第2話同時配信） |

### BD / DVD
| 巻 | 発売日        | 収録話         | 規格品番  | 規格品番  |
| 巻 | 発売日        | 収録話         | BD限定版  | DVD限定版 |
| -- | ------------- | -------------- | --------- | --------- |
| 1  | 2017年4月21日 | 第1話 - 第4話  | BCXA-1225 | BCBA-4830 |
| 2  | 2017年6月23日 | 第5話 - 第8話  | BCXA-1226 | BCBA-4831 |
| 3  | 2017年8月29日 | 第9話 - 第12話 | BCXA-1227 | BCBA-4832 |

| 発売日        | 規格品番  | 規格品番  |
| 発売日        | BD限定版  | DVD限定版 |
| ------------- | --------- | --------- |
| 2020年3月27日 | BCXA-1520 | BCBA-4980 |

## 朗読劇
2017年8月6日になかのZERO大ホールにて朗読音楽劇「ACCA13区監察課」が公演された。
2020年11月8日に舞浜アンフィシアターにて朗読音楽劇「ACCA13区監察課 Regards,」が公演された。当初2019年10月に開催予定だったが台風の影響を受けて全公演中止となった内容とOVAの映像を組み込み再構成した。
構成・脚本はいずれも鈴木智尋が担当した。

## 舞台
2017年11月3日から12日にかけて品川プリンスホテル クラブeXにて上演された。

### スタッフ（舞台）
- 原作 - オノ・ナツメ
- 脚本・演出 - 石井幸一 (一徳会／K・A・G)
- 音楽 - 滝千奈美
- 作詞 - うえのけいこ
- 振付 - 黒田育世
- 制作 - ネルケプランニング
- 主催 - 舞台ACCA 製作委員会